# ميغان سميث
 ميغان جي سميث (بالإنجليزية: Megan Smith) (من مواليد 21 أكتوبر 1964 ، كانت الرئيس التنفيذي الثالث للتكنولوجيا في الولايات المتحدة ( CTO) ومساعد للرئيس في عهد الرئيس باراك أوباما. كانت في السابق نائبة للرئيس في Google ، وقادت تطويرًا جديدًا للأعمال في Google لمدة تسع سنوات ، وكانت المدير العام لـ  Google.org ونائب الرئيس في Google x والرئيس التنفيذي السابق لشركة Planet Out  وهي عضو في مجالس إدارة MIT  و Vital Voices ، وكانت عضوًا باللجنة الاستشارية للوكالة الأمريكية للتنمية الدولية حول المساعدات الطوعية وشاركت في تأسيس صندوق مالالا. في 4 سبتمبر 2014 ، تم تسميتها كثالثة رئيس تنفيذي للتكنولوجيا (وأول أنثى) CTO في الولايات المتحدة ، خلفًا لـ تود بارك ، وخدمت في هذا المنصب حتى يناير 2017.

## النشأة والتعليم
نشأت سميث في بوفالو ، نيويورك ، وفورت إيري ، أونتاريو، وتخرجت من مدرسة سيتي أونورز عام 1982، حصلت على بكالوريوس العلوم في عام 1986 و ماجستير العلوم في عام 1988 ، كلاهما في تخصص الهندسة الميكانيكية ، من معهد ماساتشوستس للتكنولوجيا ، وأستكملت عملها على رسالة الماجستير في مختبر MIT Media. كما كانت عضوًا في فريق الطلاب في معهد ماساتشوستس للتكنولوجيا الذي صمم ، وبنى ونافس بسيارة شمسية لمسافة 2000 ميل عبر المناطق النائية الأسترالية في أول سباق للسيارات الشمسية عبر القارة.

## العمل والتدرج المهني
بعد عملها في معهد ماساتشوستس للتكنولوجيا، عملت سميث في مجموعة متنوعة من الشركات الناشئة، بما في ذلك شركة آبل في طوكيو وجنرال ماجيك في ماونتن فيو، كاليفورنيا حيث كان تصميم المنتجات يؤدي إلى تكنولوجيات الهواتف الذكية الناشئة قبل أن تشارك في إطلاق Planet Out في عام 1995. انضمت رسميًا في عام 1996 كمديرة عمليات ، ومن عام 1998 كانت الرئيسة التنفيذية لشركة Planet Out ، حيث ترأست اندماج الشركة مع Gay.com.
في عام 2003 ، انضمت إلى شركة جوجل حيث ارتقت إلى منصب نائب رئيس تطوير الأعمال ، وقادت تطوير الأعمال الجديدة والشراكات في المراحل المبكرة عبر فرق جوجل للهندسة والمنتجات العالمية. قادت العديد من عمليات الاستحواذ المبكر، وتولت لاحقًا أيضًا منصب المدير العام للذراع الخيرية لشركة جوجل Google.org
في عام 2014 ، غادرت Google لتصبح الرئيس التنفيذي الثالث للتكنولوجيا في الولايات المتحدة. بعد مغادرة البيت الأبيض في عام 2017 ، ساعدت في إطلاق جولة Tech Job التي تهدف إلى تعزيز التنوع في القطاع التكنولوجي، تعمل سميث في مجلس إدارة معهد ماساتشوستس للتكنولوجيا، وكذلك في المجالس الاستشارية لمعهد MIT Media Lab ، و DRAPER ، و Technology Review ، وهي عضو في مجلس إدارة Vital Voices. كما أنها عضو في لجنة اختيار الجوائز لجائزة كارول إل ويلسون المتميزة في معهد ماساتشوستس للتكنولوجيا. كما ساهمت سميث في مجموعة واسعة من المشاريع الهندسية ، بما في ذلك قفل الدراجات، برنامج بناء المحطة الفضائية ، ومواقد الطهي الشمسية.
وقد ألهم نداءها للتقنيين للعمل في مجال الخدمة العامة في الاحتفال السنوي لجرايس هوبر للمرأة في الحوسبة ، العديد من طلاب جامعة هارفارد لإنشاء المنظمة الوطنية غير الربحية Coding it Forward التي تخلق برنامج تدريب بيانات العلوم والتكنولوجيا لطلاب المرحلة الجامعية والدراسات العليا في الوكالات الفيدرالية بالولايات المتحدة.
اعتبارا من مارس 2018 وهي الرئيس التنفيذي ومؤسس shift7.